# Perizoma exempta
Perizoma exempta är en fjärilsart som beskrevs av Alexander Michailovitsch Djakonov 1935. Perizoma exempta ingår i släktet Perizoma och familjen mätare. Inga underarter finns listade i Catalogue of Life.